# Palena (Chile)
Palena es una comuna de la provincia homónima, en la Región de Los Lagos, en la zona sur de Chile, que limita al norte con Futaleufú, al oeste con Chaitén, al sur con Lago Verde (Región de Aysén) y al este con la provincia argentina de Chubut. La comuna es parte de la Patagonia chilena. Al 2017 cuenta con 1711 habitantes. Esta comuna es también lugar de tradiciones chilotas, gauchescas y huasas.

## Historia
La población de la comuna de Palena está compuesta por colonos chilenos de la zona sur del país, principalmente del archipiélago de Chiloé.  
A fines de 1966, el fallo arbitral de la reina Isabel II del Reino Unido, a pedido de ambos países, puso fin a la controversia de límites con Argentina, por lo que un sector de la región en disputa quedó jurídicamente bajo soberanía de Chile. 
Esto motivó que los colonos chilenos que vivían en la zona, pero del lado argentino, cruzarán la frontera con sus animales y así se diera inicio a la actividad ganadera regional. La vestimenta de los gauchos argentinos también cruzó la frontera y se recicló con códigos propios.

## Medio ambiente

### Geomorfología y componentes abióticos

Trazado simplificado de los ecosistemas y cuerpos de agua presentes en la comuna de Palena.

La comuna de Palena se encuentra emplazada en la unidad geomorfológica de Cordillera patagónica de fiordos y ríos de control tectónico; y presenta según la clasificación climática de Köppen clima de tundra (ET), clima mediterráneo de lluvia invernal (Csb), clima mediterráneo de lluvia invernal de altura (Csb (h)), clima mediterráneo frío de lluvia invernal (Csc), clima templado lluvioso (Cfb) y clima templado lluvioso frío (Cfc). Esta además se halla entre las cuencas hidrográficas de río Palena y Costeras del límite de la décima región y río Yelcho. Además, la comuna posee diversos cuerpos de agua, entre los que se destacan el lago Los Tumpanos, lago Palena y lago Yelcho, laguna La Golondrina y laguna Negra; y río Azul, río del Torrente, río El Diablo, río El Salto, río Encuentro, río Futaleufú, río Malito, río Palena, río Roberto, río Tranquilo y río Verde.

### Componentes bióticos
Dentro del territorio de la comuna se pueden hallar los siguientes ecosistemas:
- Bosque caducifolio templado andino donde predominan Nothofagus pumilio y Berberis ilicifolia (Preocupación menor)
- Bosque siempreverde templado andino donde predominan Austrocedrus chilensis y Nothofagus dombeyi (Sin información)
- Bosque siempreverde templado andino donde predominan Nothofagus betuloides y Chusquea macrostachya (Vulnerable)
- Herbazal templado andino donde predominan Nassauvia dentata y Senecio portalesianus (Preocupación menor)
- Matorral bajo templado andino donde predominan Adesmia longipes y Senecio bipontinii (Vulnerable)
- Zonas geográficas hinóspitas sin vegetación (Sin información)

### Medidas de protección ambiental y conflictos socioambientales
Hasta 2022, la comuna de Palena cuenta con las siguientes zonas que poseen algún nivel de protección ambiental:
- Parque Nacional Pumalín Douglas Tompkins (Parque Nacional)[10]
- Reserva Forestal Lago Palena (Reserva Forestal)[11]
- Valle California - Patagonia Sur (Iniciativa de Conservación Privada)[12]

## Administración
La comuna es administrada por el alcalde Julio Delgado Retamal (RN). El concejo municipal para el periodo 2020-2024 está compuesto por los siguientes concejales:
- Denis Konig Vega (RN)
- Fabio Rosales Carrillo (RN)
- Adelio Vallejos Espinoza (UDI)
- Marcelo Rahbein Sanhueza (Ind-PRI)
- Mario Galindo Hernández (PS)
- Nancy González Roa (Ind.)

Integra el distrito electoral N.°26 y pertenece a la XIII circunscripción senatorial (Los Lagos).
En la Cámara de Diputados el distrito 26 está representado —para el periodo 2022-2026— por Jaime Sáez (RD), Héctor Ulloa (CIU), Alejandro Bernales Maldonado (PL), Mauro González (RN), Fernando Bórquez (UDI).
En el Senado —para el periodo 2022-2030— está representada por Iván Moreira (UDI), Carlos Kurschel (RN) y Fidel Espinoza (PS).

## Economía
En 2018, la cantidad de empresas registradas en Palena fue de 30. El Índice de Complejidad Económica (ECI) en el mismo año fue de -0,96, mientras que las actividades económicas con mayor índice de Ventaja Comparativa Revelada (RCA) fueron Aserrado y Acepilladura de Maderas (214,78), Cultivo Forrajeros en Praderas Mejoradas o Sembradas (106,38) y Extracción de Piedra, Arena y Arcilla (26,56).
Luego de que se puso fin a la controversia de límites, comenzó a desarrollarse la siembra y la ganadería; hoy, esta última actividad ha crecido y es la principal fuente de recursos de la zona. El turismo también es otra fuente de ingresos, aunque bastante menor.

### Turismo
Palena ofrece paquetes turísticos para recorrer sus ríos y lagos mediante cabalgatas, senderismo, descenso de ríos, pesca deportiva en las cercanías, como también en Puerto Ramírez y Puerto Piedra.
La pesca deportiva es uno de los grandes atractivos de la región, donde las cuencas de los ríos Palena y Yelcho son ideales para conseguir grandes ejemplares únicos de trucha fario, arcoíris y salmones del Pacífico.
La Reserva Nacional Lago Palena está dentro de la comuna.

## Servicios públicos

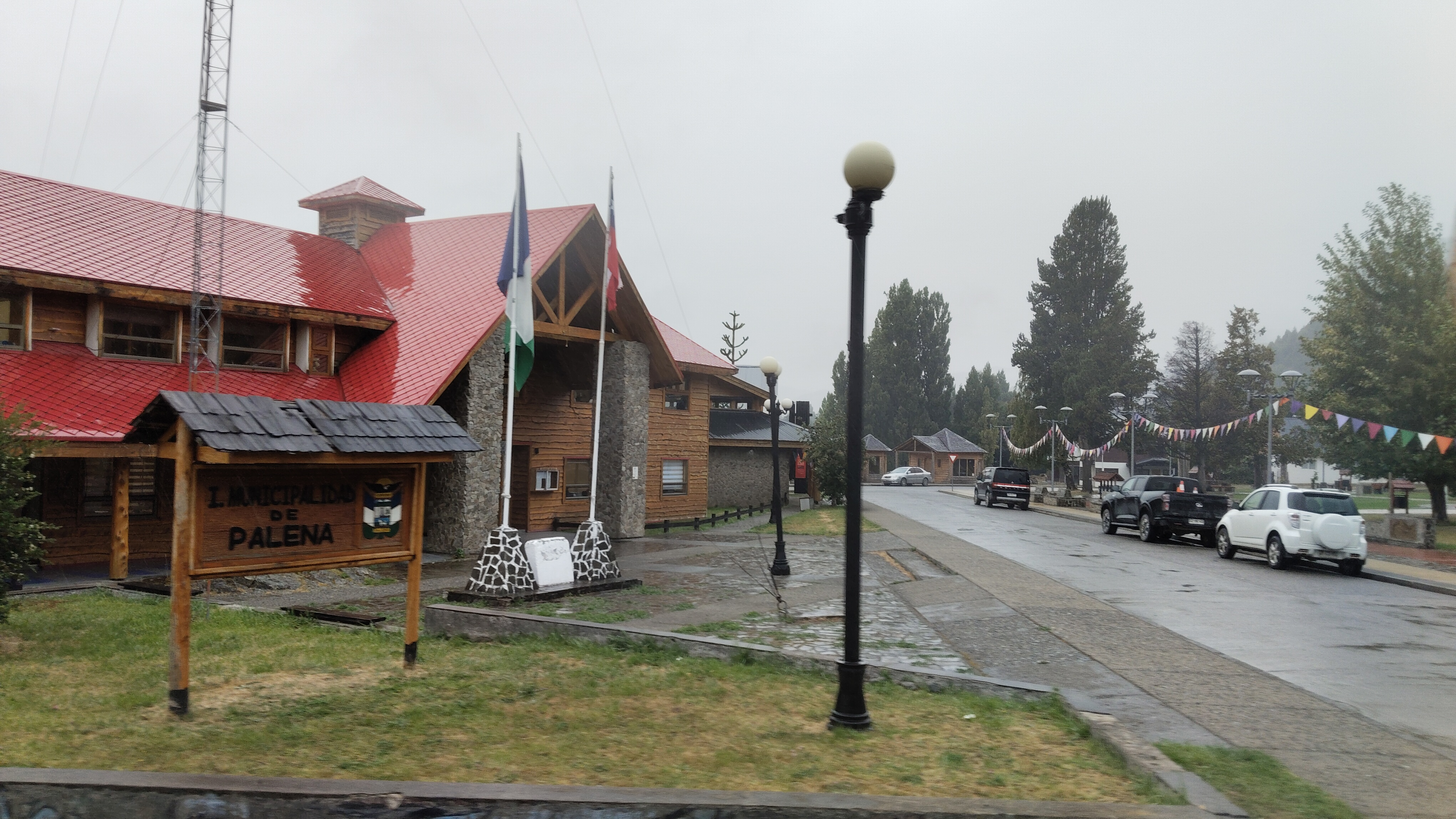
Municipalidad de Palena

Palena cuenta con servicios básicos como la municipalidad, registro civil, correo, hospital de emergencias, estación de servicio, bomberos y Carabineros de Chile. 

## Transporte

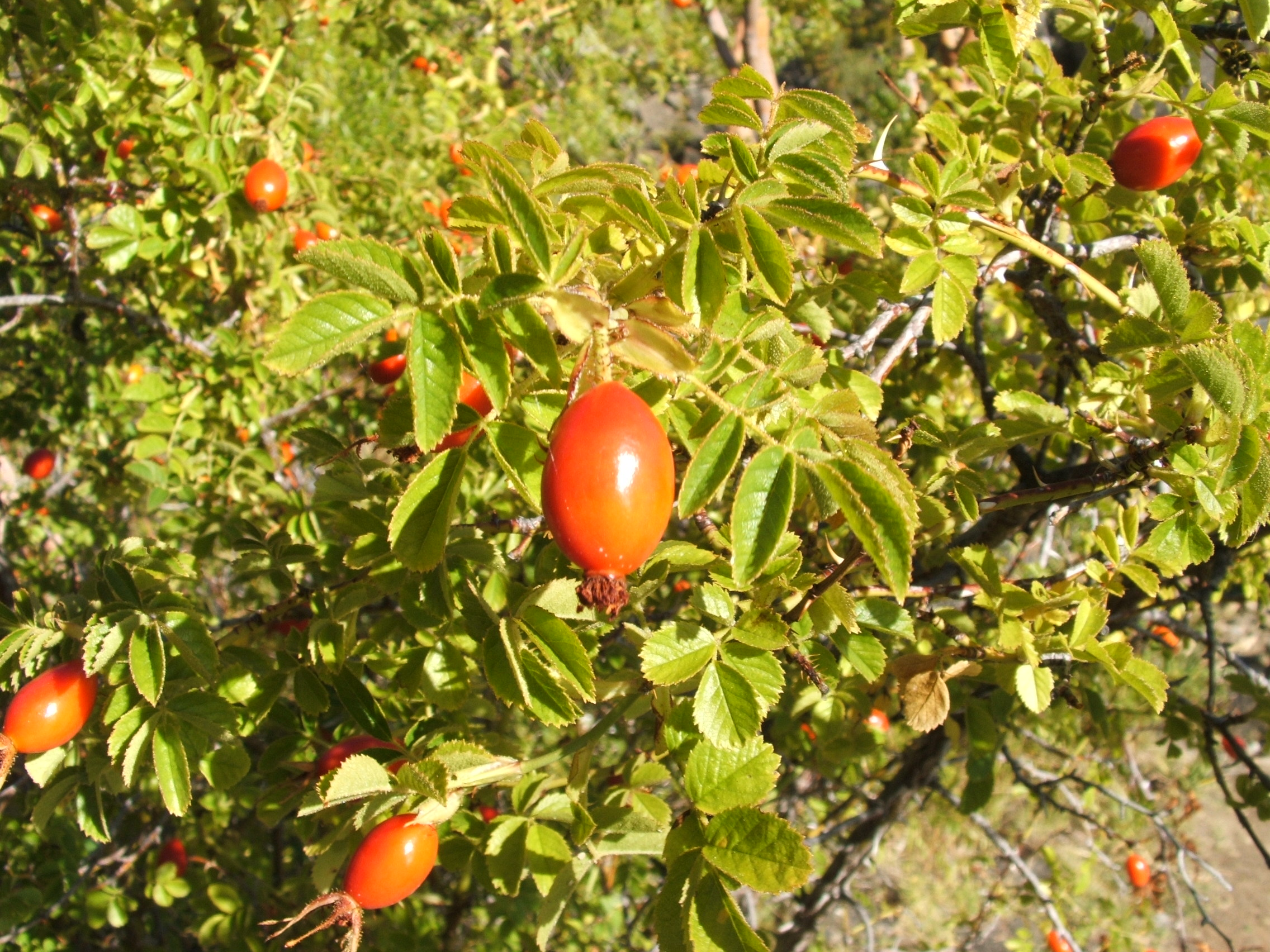
La rosa mosqueta es una especie invasora muy frecuente en Palena.

En plena Patagonia chilena, Palena es la comuna más austral de la Región de Los Lagos, localizada a unos 1350 km al sur de Santiago. Forma parte de la cuenca del Palena-Queulat, un territorio inexplorado todavía, al que se llega por la Carretera Austral. 
Hacia Puerto Montt son 360 km (en dirección norte) y 403 kilómetros a Coyhaique (en dirección sur) con conexión en Villa Santa Lucía. También posee el Aeródromo Alto Palena. El paso terrestre internacional Río Encuentro (Argentina) la comunica con el país vecino.

## Medios de comunicación

### Radioemisoras
FM
- 89.5 MHz - Radio Provincia de Palena (local y provincial)
- 95.1 MHz - Radio Estrella del Mar (Católica; con programación de la provincia y desde Chiloé)

Radios Online
- Radio Estrella del Mar [15]
- Radio Provincia de Palena [16]

### Televisión
TDT
- 8.1 - Canal 13 HD
- 8.2 - T13 En Vivo
- 8.31 - Canal 13 One Seg
- 10.1 - TVN HD
- 10.2 - NTV
- 10.31 - TVN One Seg